# Synagogue de Boulogne-Billancourt
La synagogue de Boulogne-Billancourt a été construite en 1911 par l'architecte Emmanuel Pontremoli, et décorée de motifs géométriques par le peintre Gustave-Louis Jaulmes. Elle fait l’objet d’une inscription au titre des monuments historiques depuis le 10 juillet 1986.

## Histoire
La synagogue de Boulogne-Billancourt a été construite grâce à la générosité du baron Edmond de Rothschild, philanthrope et figure du sionisme, à proximité de son château. Dès 1881, les membres de la communauté juive de Boulogne-sur-Seine s'étaient mis à la recherche de fonds pour construire un oratoire permettant d'accueillir une communauté de plus en plus nombreuse.
La cérémonie d'inauguration eut lieu le 21 septembre 1912, en présence d'Alfred Lévy, Grand Rabbin du Consistoire Central israélite de France et d'Algérie, et de Jacques-Henri Dreyfuss, Grand Rabbin de Paris.
Durant la Seconde Guerre mondiale, la synagogue est transformée en écurie. Elle fut réhabilitée après la guerre.

## Architecture
Le terrain lui-même, situé à l'angle de la rue des Abondances et de la rue de l'Abreuvoir, est pris sur le parc Edmond-de-Rothschild, attenant au château situé à proximité du Bois de Boulogne.
Petit-fils de rabbin et titulaire du Prix de Rome, l'architecte Emmanuel Pontremoli est choisi pour établir les plans de cet établissement. Pour cette commande, il s'inspire de références byzantines, à la mode à cette époque, comme ce fut le cas pour la synagogue de Neuilly ou celle de Chasseloup-Laubat.

## Rabbins
Les principaux rabbins ayant officié dans cette synagogue sont :
- Haïm Joel Stourdzé (1878-1934), père du rabbin Samy Stourdzé, membre de la Résistance, déporté et mort à Auschwitz
- Halperin
- Henri Saül Guedj (1962-1968)
- Choukroun
- Alain Attia
- Philippe Touitou (1990 - 2003)
- Haï Belhassen (2003 - 2012)
- Didier Kassabi (depuis 2013)

## Figures du judaïsme boulonnais
- Edmond de Rothschild
- Waldemar Haffkine
- Albert Kahn
- Théodore Reinach
- Chaim Jacob Lipchitz